# Општина Шагу (Арад)
Шагу (рум. Şagu) општина је у Румунији у округу Арад.
Oпштина се налази на надморској висини од 144 m.